# نمل ناري

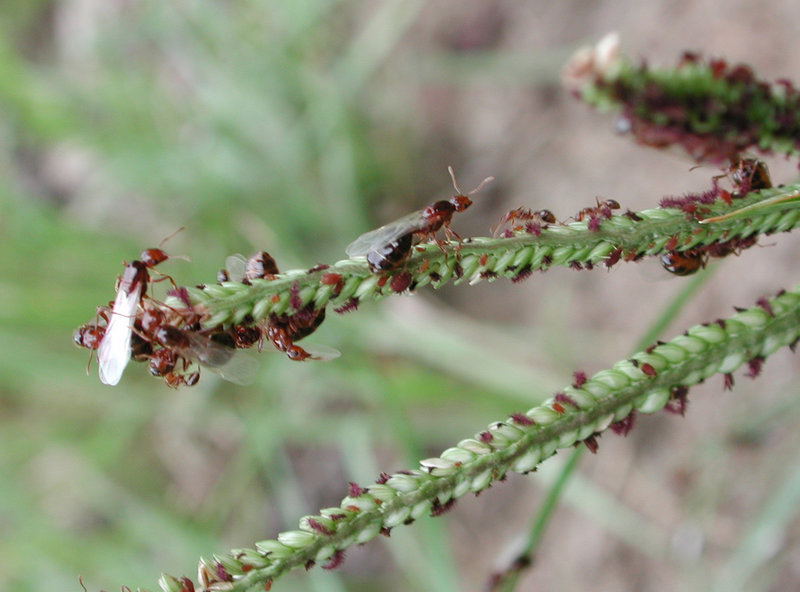
النمل الناري

النمل الناري، أو نمل الحريق (الاسم العلمي: Solenopsis geminata) أو الجَعْبِيّ هو أحد أنواع النمل اللاسع، تقوم كل مستعمرة ببناء تلة كبيرة في مناطق مفتوحة، تتغذى على النباتات والبذور، تستطيع مهاجمة الحيوانات وقادرة على قتلهم، ولها لسعة قوية مؤلمة للإنسان والعوارض الجانبية للسعة ممكن أن تكون قاتلة للبعض. وقد عرف النمل الناري بخطورته وآذاه للإنسان، وخاصة في أمريكا.
تعد النملة النارية أحد أنواع النمل التي تسبب لسعتها ألم وحرقة، توجد 5 أنواع منها في جنوب الولايات المتحدة. تبني بيوتها لارتفاع 60 سم، تتراوح ألوانها ما يبن الأحمر والبني.

## المظهر الخارجي
مثل باقي الحشرات، يتكون جسم نمل النار من ثلاثة اقسام الرأس، قطعة الصدر، قطعة البطن، وله ثلاثة ازواج من الارجل وزوجين من قرون الاستشعار. ويتميز عن الأنواع الأخرى من النمل برأسه وصدره ذو اللون البني النحاسي ولون بطنه القاتم. النمل العامل من نمل النار يتميز بلونه الأسود الي الأحمر بينما يكون حجمه من 2 : 6 مللم علما بأن عش النمل قد يحتوي عدة احجام متباينة.
النمل من نوعية solenopsis spp. يمكن التعرف عليها من خلال الجسم ذو الثلاث قطع، ساق ذو عقدتين، وقرون استشعار من عشر قطع.

## السلوك
يبني نمل النار أكواما لمستعمراته في المناطق المفتوحة، ويتغذي غالباً علي النباتات الصغيرة، البذور، وأحيانا الصراصير.
عادة ما يهاجم نمل النار الحيوانات الصغيرة وبإمكانه قتلها. فبخلاف الأنواع الأخرى من النمل التي تعض ثم تقوم برش حمض على جرح العضة؛ يقوم نمل النار بالإمساك واللسع من بطنه وذلك بحقن مادة قلوية سامة تسمي سولنبوسين، وهي مركب من شعبة الببردين.
لسعة النمل الناري مؤلمة للإنسان كما يماثل الشعور باللسع بالنار ولهذا سمي بنمل النار. تأثير اللسعة قد يكون قاتلاً بشكل خاص لمن يعانون من الحساسية.
المادة التي يحقنها النمل عبارة عن قاتل للحشرات ومضاد حيوي. وقد توقع الباحثون ان النمل الحاضن من النمل الناري يقوم برش تلك المادة على البيض لحمايته من الميكروبات.
عش نمل النار في التربة غالبا ما يكون قريباً من الأماكن الرطبة مثل ضفاف الأنهار، حواف البرك، المروج الخضراء التي تسقى بشكل مستمر وجوانب الطرق السريعة. غالبا لا نستطيع رؤية اعشاشه حيث انها تكون تحت الأشياء مثل الصخور والطوب. وإذا لم يكن هناك غطاء للعش يبني النمل اكواماً على شكل قبة ولكنها توجد فقط في الأماكن المفتوحة مثل الحقول والحدائق، علما بان ارتفاع الاكوام قد يصل إلى 40 سم وقد تصل إلى عمق 1.5 متر.
العش قد يحتوي مجموعة من الملكات أو واحدة فقط. وحتى عند وجود ملكة واحدة في العش فقد تصل اعداد المستعمرة إلى عدة آلاف خلال شهر واحد.

## أفراد المستعمرة

### الملكة
هي أكبر افراد المستعمرة حجما ووظيفتها الأساسية التكاثر وتعيش لمدة من 6 :7 سنوات وتنتج حتي 1500 بيضة/يوم

### الذكور
يتزاوج ذكور النمل الناري مع الملكات أثناء رحلة الزواج. بعد أن ينجح الذكر في تلقيح ملكة، لا يقبل مرة أخرى في المستعمرة الأم، ويموت في النهاية خارج العش.

### العمال
اناث عقيمة ووظيفتها البناء وصيانة العش ورعاية النسل الصغير والدفاع عن العش واطعام النمل الصغير والكبير

## عرض الأنواع
بالرغم من أن معظم أنواع نمل النار لا يزعج الناس حيث انها غير مهاجمة نظراً لعوامل بيولوجية، الا ان النوع Solenopsis invicta الذي يعرف في الولايات المتحدة بنمل النار الأحمر المستورد (ريفا)، هو نمل مهاجم، ويوجد في عدة أماكن في العالم مثل أستراليا، الفلبين، الصين، تايوان ولكنه يوجد بشكل ملحوظ في الولايات المتحدة الأمريكية، وقد دخل إلى الولايات المتحدة صدفة وذلك على متن سفينة بضائع من أمريكا الشمالية والتي رست في ميناء موبيل بولاية ألاباما في الثلاثينيات من القرن الماضي ولكن الآن يوجد نمل النار في الجنوب والجنوب الغربي للولايات المتحدة الأمريكية.
في الولايات المتحدة رصدت منظمة الغذاء والدواء انفاق أكثر من 5 مليارات دولار سنويا في مكافحة النمل في المناطق المصابة وخسائر حوالي 750 مليون دولار في الزراعة والإنتاج الحيواني والماشية والمحاصيل الميتة بسبب النمل. هناك أكثر من 40 مليون مواطن يعيشون في المناطق المصابة في الجنوب الشرقي للولايات المتحدة. ما بين 30:60% من القاطنين بالمناطق المصابة تعرضوا للسع. منذ سبتمبر 2004 اصيبت تايوان بشكل كبير بالنمل الناري.
تبذل الولايات المتحدة الأمريكية وتايوان وأستراليا مجهودًا متصاعدًا لمكافحة النمل والتخلص منه، ولكن لم تظهر نتائج فعالة الا في أستراليا، والتي انفقت 175 مليون دولار أسترالي في برنامج مكافحة مكثف في فبراير 2007 أدى إلى التخلص من 99% من نمل النار من منطقة العدوى الأساسية في جنوب شرق كوينز لاند.

## الأعراض والإسعافات الاولية

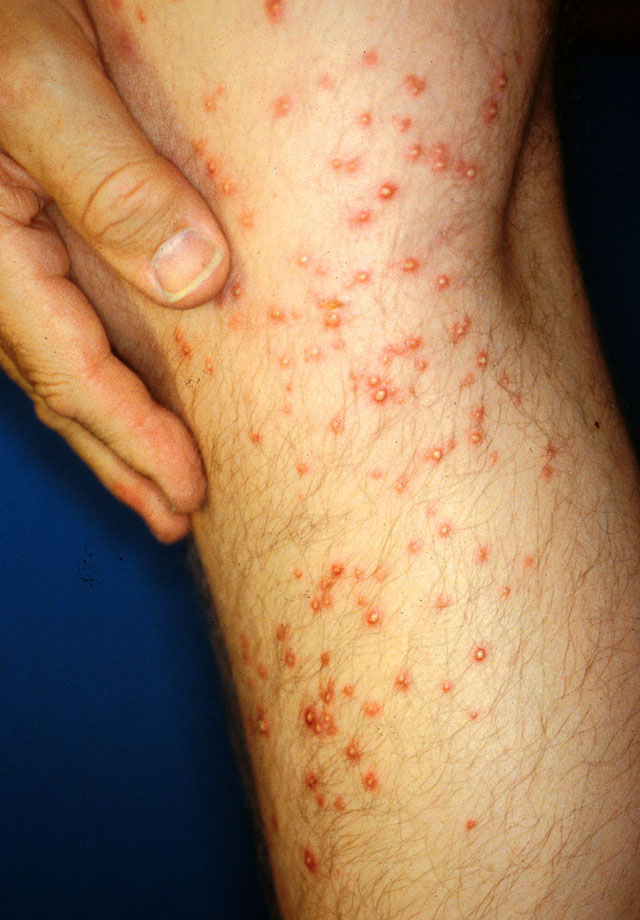
ساق رجل بعد ثلاثة أيام من لدغات مستعمرة النمل الناري

### الاعراض
يفرز نمل النار عند اللدغ قلويات مثل البيبريدين (انظر أيضا Solenopsis saevissima)، فينتفخ مكان اللسعة وقد يتورم مسببا التهابا والماً أكبر في بعض الأوقات، وخاصة عندما تلسع الشخص أكثر من نملة. غالبا ما يتحول الورم إلى بثرة بيضاء وقد تصاب بعدوى بكتيرية عند الهرش، أما إذا لم تهرش فانها تختفي في غضون أيام قليلة. تكون البثرات غير مريحة ومؤلمة نوعا ما، ولو أصيب بالعدوى يمكن ان تتحول إلى ندبات.
علما بان بعض الأشخاص قد تكون لديهم حساسية للدغة النمل مما قد يؤدي إلى صدمة anaphylaxis مما يتوجب علاجًا فوريًا بمضاد للهيستامين أو مرهم كورتيكوسترويد لتقليل الهرش.

### الإسعافات الاولية
الإسعافات الأولية للدغات نمل النار تشمل العلاجات الخارجية (الموضعية) والجهازية.
- العلاج الموضعي: الموضعية كأي علاج يحتوي على كورتيكوسترويد أو خلاصةنبات الصبار
- العلاج الجهازي: مضادات الهيستامين

يجب على المصابين بلدغة نمل النار والذين يعانون من اعراض خطيرة تهدد الحياة (ورم كامل في الجسم، ضيق تنفس، إحمرار كامل بالجسم، اغماء، رغبة في القيء، تعرق بكميات كبيرة، فقدان القدرة على النطق) زيارة الطبيب أو المستشفى بسرعة للوقاية من خطر الوفاة.

## المسميات الأخرى
- في إسبانيا: النمل الأحمر أو النمل الوحشي
- في جمهورية الدومنيكان: نمل الكاريبي
- في البرتغال: نمل النار أو نمل قدم النار

## العدو الطبيعي
يعد النوعان Pseudacteon tricuspis و Pseudacteon curvatus من عائلة ذباب ذو سنام ظهري (وهي عائلة للذباب صغير الحجم تشبه ذباب الفاكهة) قاتلة لحشرات نمل النار حيث انها - الذبابة - طبيعيا في نطاق أمريكا الشمالية.
هناك حوالي 110 نوع من جنس من نوع Pseudacteon أو كما يسمى قاطع رأس نمل النار، حيث يتكاثر افراد هذين النوعين بوضع البيض في منطقة الصدر لنمل النار. الطور الأول من اليرقات يخرج من البيض ليهاجر إلى رأس النملة ثم يكبر بالتغذي على سائل الهيموليمف والعضلات والجهاز العصبي للنملة، وبعد حوالي اسبوعين يتسبب بسقوط رأس النملة وذلك بإطلاق انزيم يذيب الغشاء الذي يثبت رأس النملة بجسمها. وتتحول إلى حشرة في الطور الانتقالي pupa في قطعة الرأس المنفصلة وتحتاج أسبوعين آخرين قبل أن تنتقل للطور التالي.
ذباب Pseudacteon قد وزع بشكل كبير في جنوب الولايات المتحدة في تكساس بداية بمقاطعات ترافيس، برازوس، دالاس، أيضا في موبيل، ألاباما.

## الأنواع
قائمة بأنواع النمل الناري، مع تاريخ اكتشافها على اليمين:
- Solenopsis abdita Thompson, 1989
- Solenopsis africana Santschi, 1914
- Solenopsis albidula Emery, 1906
- Solenopsis alecto Santschi, 1934
- Solenopsis altinodis Forel, 1912
- Solenopsis amblychila Wheeler, 1915
- Solenopsis andina Santschi, 1923
- Solenopsis angulata Emery, 1894
- Solenopsis atlantis Santschi, 1934
- Solenopsis aurea Wheeler, 1906
- Solenopsis avia (Bernard, 1978)
- Solenopsis azteca Forel, 1893
- Solenopsis balachowskyi Bernard, 1959
- Solenopsis banyulensis Bernard, 1950
- Solenopsis basalis Forel, 1896
- Solenopsis belisarius Forel, 1907
- Solenopsis blanda (Foerster, 1891)
- Solenopsis brasiliana Santschi, 1925
- Solenopsis brazoensis (Buckley, 1867)
- Solenopsis brevicornis Emery, 1888
- Solenopsis brevipes Emery, 1906
- Solenopsis bruchiella Emery, 1922
- Solenopsis bruesi Creighton, 1930
- Solenopsis bucki Kempf, 1973
- Solenopsis canariensis Forel, 1893
- Solenopsis capensis Mayr, 1866
- Solenopsis carolinensis Forel, 1901
- Solenopsis castor Forel, 1893
- Solenopsis celata (Dlussky & Zabelin, 1985)
- Solenopsis clarki Crawley, 1922
- Solenopsis clytemnestra Emery, 1896
- Solenopsis conjurata Wheeler, 1925
- Solenopsis cooperi Donisthorpe, 1947
- Solenopsis corticalis Forel, 1881
- Solenopsis crivellarii Menozzi, 1936
- Solenopsis daguerrei (Santschi, 1930)
- Solenopsis dalli (Kusnezov, 1969)
- Solenopsis decipiens Emery, 1906
- Solenopsis delta (Bernard, 1978)
- Solenopsis deserticola Ruzsky, 1905
- Solenopsis duboscqui Bernard, 1950
- Solenopsis dysderces Snelling, 1975
- Solenopsis egregia (Kusnezov, 1953)
- Solenopsis electra Forel, 1914
- Solenopsis emeryi Santschi, 1934
- Solenopsis eximia (Kusnezov, 1953)
- Solenopsis fairchildi Wheeler, 1926
- Solenopsis foersteri Theobald, 1937
- Solenopsis franki Forel, 1908
- Solenopsis froggatti Forel, 1913
- Solenopsis fugax (Latreille, 1798)
- Solenopsis fusciventris Clark, 1934
- Solenopsis gallardoi Santschi, 1925
- Solenopsis gallica Santschi, 1934
- Solenopsis gayi (Spinola, 1851)
- Solenopsis geminata (Fabricius, 1804)
- Solenopsis georgica Menozzi, 1942
- Solenopsis germaini Emery, 1895
- Solenopsis globularia (Smith, 1858)
- Solenopsis gnomula Emery, 1915
- Solenopsis goeldii Forel, 1912
- Solenopsis granivora Kusnezov, 1957
- Solenopsis hammari Mayr, 1903
- Solenopsis hayemi Forel, 1908
- Solenopsis helena Emery, 1895
- Solenopsis hostilis (Borgmeier, 1959)
- Solenopsis iheringi Forel, 1908
- Solenopsis ilinei Santschi, 1936
- Solenopsis indagatrix Wheeler, 1928
- Solenopsis insculpta Clark, 1938
- Solenopsis insinuans Santschi, 1933
- Solenopsis insularis (Bernard, 1978)
- Solenopsis interrupta Santschi, 1916
- Solenopsis invicta Buren, 1972
- Solenopsis jacoti Wheeler, 1923
- Solenopsis jalalabadica Pisarski, 1970
- Solenopsis japonica Wheeler, 1928
- Solenopsis joergenseni Santschi, 1919
- Solenopsis juliae (Arakelian, 1991)
- Solenopsis kabylica Santschi, 1934
- Solenopsis knuti Pisarski, 1967
- Solenopsis krockowi Wheeler, 1908
- Solenopsis laeviceps Mayr, 1870
- Solenopsis laevithorax Bernard, 1950
- Solenopsis latastei Emery, 1895
- Solenopsis latro Forel, 1894
- Solenopsis leptanilloides Santschi, 1925
- Solenopsis longiceps Forel, 1907
- Solenopsis loretana Santschi, 1936
- Solenopsis lotophaga Santschi, 1911
- Solenopsis lou Forel, 1902
- Solenopsis lusitanica Emery, 1915
- Solenopsis macdonaghi Santschi, 1916
- Solenopsis macrops Santschi, 1917
- Solenopsis madara Roger, 1863
- Solenopsis major Theobald, 1937
- Solenopsis maligna Santschi, 1910
- Solenopsis mameti Donisthorpe, 1946
- Solenopsis marxi Forel, 1915
- Solenopsis maxillosa Emery, 1900
- Solenopsis maxima (Foerster, 1891)
- Solenopsis megera Santschi, 1934
- Solenopsis megergates Trager, 1991
- Solenopsis metanotalis Emery, 1896
- Solenopsis metatarsalis (Kusnezov, 1957)
- Solenopsis mikeyroxis
- Solenopsis minutissima Emery, 1906
- Solenopsis moesta (Foerster, 1891)
- Solenopsis molesta (Say, 1836)
- Solenopsis monticola Bernard, 1950
- Solenopsis mozabensis (Bernard, 1977)
- Solenopsis nicaeensis Bernard, 1950
- Solenopsis nickersoni Thompson, 1982
- Solenopsis nigella Emery, 1888
- Solenopsis nitens Bingham, 1903
- Solenopsis nitidum (Dlussky & Radchenko, 1994)
- Solenopsis normandi Santschi, 1934
- Solenopsis novemmaculata Wheeler, 1925
- Solenopsis occipitalis Santschi, 1911
- Solenopsis oculata Santschi, 1925
- Solenopsis oraniensis Forel, 1894
- Solenopsis orbula Emery, 1875
- Solenopsis orbuloides Andre, 1890
- Solenopsis overbecki Viehmeyer, 1916
- Solenopsis pachycera (Forel, 1915)
- Solenopsis papuana Emery, 1900
- Solenopsis parabiotica Weber, 1943
- Solenopsis parva Mayr, 1868
- Solenopsis patagonica Emery, 1906
- Solenopsis pawaensis Mann, 1919
- Solenopsis pergandei Forel, 1901
- Solenopsis photophila Santschi, 1923
- Solenopsis picea Emery, 1896
- Solenopsis picquarti Forel, 1899
- Solenopsis picta Emery, 1895
- Solenopsis pilosa (Bernard, 1978)
- Solenopsis pilosula Wheeler, 1908
- Solenopsis pollux Forel, 1893
- Solenopsis privata (Foerster, 1891)
- Solenopsis provincialis Bernard, 1950
- Solenopsis punctaticeps Mayr, 1865
- Solenopsis puncticeps MacKay & Vinson, 1989
- Solenopsis pusillignis Trager, 1991
- Solenopsis pygmaea Forel, 1901
- Solenopsis pythia Santschi, 1934
- Solenopsis quinquecuspis Forel, 1913
- Solenopsis reichenspergeri Santschi, 1923
- Solenopsis richardi Bernard, 1950
- Solenopsis richteri Forel, 1909
- Solenopsis robusta Bernard, 1950
- Solenopsis rugiceps Mayr, 1870
- Solenopsis rugosa Bernard, 1950
- Solenopsis sabeana (Buckley, 1867)
- Solenopsis saevissima (Smith, 1855)
- Solenopsis salina Wheeler, 1908
- Solenopsis santschii Forel, 1905
- Solenopsis schilleri Santschi, 1923
- Solenopsis schmalzi Forel, 1901
- Solenopsis scipio Santschi, 1911
- Solenopsis sea (Kusnezov, 1953)
- Solenopsis seychellensis Forel, 1909
- Solenopsis silvestrii Emery, 1906
- Solenopsis solenopsidis (Kusnezov, 1953)
- Solenopsis soochowensis Wheeler, 1921
- Solenopsis spei Forel, 1912
- Solenopsis stricta Emery, 1896
- Solenopsis substituta Santschi, 1925
- Solenopsis subterranea MacKay & Vinson, 1989
- Solenopsis subtilis Emery, 1896
- Solenopsis succinea Emery, 1890
- Solenopsis sulfurea (Roger, 1862)
- Solenopsis superba (Foerster, 1891)
- Solenopsis targuia Bernard, 1953
- Solenopsis tennesseensis Smith, 1951
- Solenopsis tenuis Mayr, 1878
- Solenopsis terricola Menozzi, 1931
- Solenopsis tertialis Ettershank, 1966
- Solenopsis tetracantha Emery, 1906
- Solenopsis texana Emery, 1895
- Solenopsis tipuna Forel, 1912
- Solenopsis tonsa Thompson, 1989
- Solenopsis tridens Forel, 1911
- Solenopsis trihasta Santschi, 1923
- Solenopsis truncorum Forel, 1901
- Solenopsis ugandensis Santschi, 1933
- Solenopsis valida (Foerster, 1891)
- Solenopsis virulens (Smith, 1858)
- Solenopsis vorax Santschi, 1934
- Solenopsis wagneri Santschi, 1916
- Solenopsis wasmannii Emery, 1894
- Solenopsis weiseri Forel, 1914
- Solenopsis westwoodi Forel, 1894
- Solenopsis weyrauchi Trager, 1991
- Solenopsis wolfi Emery, 1915
- Solenopsis xyloni McCook, 1879
- Solenopsis zambesiae Arnold, 1926
- Solenopsis zeteki Wheeler, 1942

## وصلات خارجية
- موقع عبد الدائم الكحيل للإعجاز العلمي في القرآن والسنة - تحطم النمل.